# Balachaur
Balachaur (o Balachor) è una suddivisione dell'India, classificata come nagar panchayat, di 18 106 abitanti, situata nel distretto di Nawanshahr, nello stato federato del Punjab. In base al numero di abitanti la città rientra nella classe IV (da 10 000 a 19 999 persone).

## Geografia fisica
La città è situata a 31° 4' 0 N e 76° 19' 0 E e ha un'altitudine di 258 m s.l.m.

## Società

### Evoluzione demografica
Al censimento del 2001 la popolazione di Balachaur assommava a 18 106 persone, delle quali 9 532 maschi e 8 574 femmine. I bambini di età inferiore o uguale ai sei anni assommavano a 2 198, dei quali 1 243 maschi e 955 femmine. Infine, coloro che erano in grado di saper almeno leggere e scrivere erano 12 335, dei quali 6 917 maschi e 5 418 femmine.